# Koluvere
Koluvere es una localidad del municipio de Lääne-Nigula en el condado de Lääne, Estonia, con una población censada a final del año 2011 de 340 habitantes. 
Se encuentra ubicada en el centro-este del condado, al sur de la costa del golfo de Finlandia (mar Báltico) y al oeste de la frontera con el condado de Harju.